# Schleswig-Holstein (Schiff, 1995)
Die Fregatte Schleswig-Holstein ist ein Schiff der Brandenburg-Klasse (F123) und wurde von 1993 bis 1994 bei HDW in Kiel gebaut und am 25. November 1995 für die Deutsche Marine in Dienst gestellt. Sie hat bisher an mehreren Einsätzen teilgenommen und als Flaggschiff für verschiedene deutsche Admirale gedient. Bereits in der kaiserlichen Marine trug ein Schiff den Namen Schleswig-Holstein.

## Einsätze (Auswahl)
Von September bis Dezember 2009 war die Schleswig-Holstein im Auftrag der Vereinten Nationen (UN) im östlichen Mittelmeer im Einsatz. Sie diente dabei dem CTF Flottillenadmiral Jürgen Mannhardt als Flaggschiff der Maritime Task Force bei UNIFIL.
Seit dem 19. Mai 2010 war sie für 124 Tage im Rahmen der Operation Atalanta am Horn von Afrika eingesetzt. Eine ihrer letzten Atalanta-Aufträge war die Eskorte von Schiffen des World Food Programme (WFP) und der African Union Mission in Somalia (AMISOM) zusammen mit dem EU NAVFOR-Flaggschiff De Grasse. Sie hat dort die Fregatte Emden abgelöst und wurde selbst im September 2010 von der Fregatte Köln ersetzt.
Von Juni bis Dezember 2014 war die Schleswig-Holstein in der Operation Maritime Escort Mission - Organization for the Prohibition of Chemical Weapons (MEM OPCW) zum Schutz des US-amerikanischen Spezialschiffes Cape Ray im Mittelmeer eingesetzt. Die Cape Ray war mit der Vernichtung von syrischen Chemiewaffen beauftragt. In diesem Auftrag löste sie die Fregatte Augsburg ab. Im Anschluss an diesen Einsatz war die Schleswig-Holstein noch beim Manöver Cougar 2014 im Mittelmeer und Persischen Golf eingesetzt, in dem sie eine britische amphibische Kampfgruppe (Ocean, Bulwark, Lyme Bay und Wave-Knight) schützte.
Von Juni bis November 2015 wurde die Schleswig-Holstein für den EU NAVFOR Med-Einsatz im Mittelmeer eingesetzt, wo sie zuvor Mitte Juni an der Rettung von hunderten schiffbrüchigen Migranten beteiligt war. Auch im Rahmen des EU-Einsatzes wurde die Seenotrettung fortgesetzt, etwa am 22. Juli, als die Schleswig-Holstein 111 Menschen rettete.
Im August 2015 gebar eine Frau aus Somalia, die zuvor vom britischen Marineschiff HMS Enterprise aus einem Flüchtlingsboot gerettet worden war, ein Kind an Bord des Schiffes. Dabei handelte es sich um die erste Geburt an Bord eines Schiffes der Deutschen Marine überhaupt. Der Name des Kindes, das auf Vorschlag der Geburtshelfer Sophia genannt wurde, wurde namensgebend für den Einsatz der EU NAVFOR Med, die Operation Sophia. Der Name Sophia wurde von der Besatzung vorgeschlagen, da das Vorgängerschiff den Funkrufnamen „Sophie-X“ trug, welcher wiederum auf das erste Schiff mit diesem Namen, das Linienschiff Schleswig-Holstein, zurückgeht. Nach der Rettung von insgesamt 4224 schiffbrüchigen Flüchtlingen lief die Schleswig-Holstein am 9. November wieder in ihren Heimathafen ein.